# Heretgia

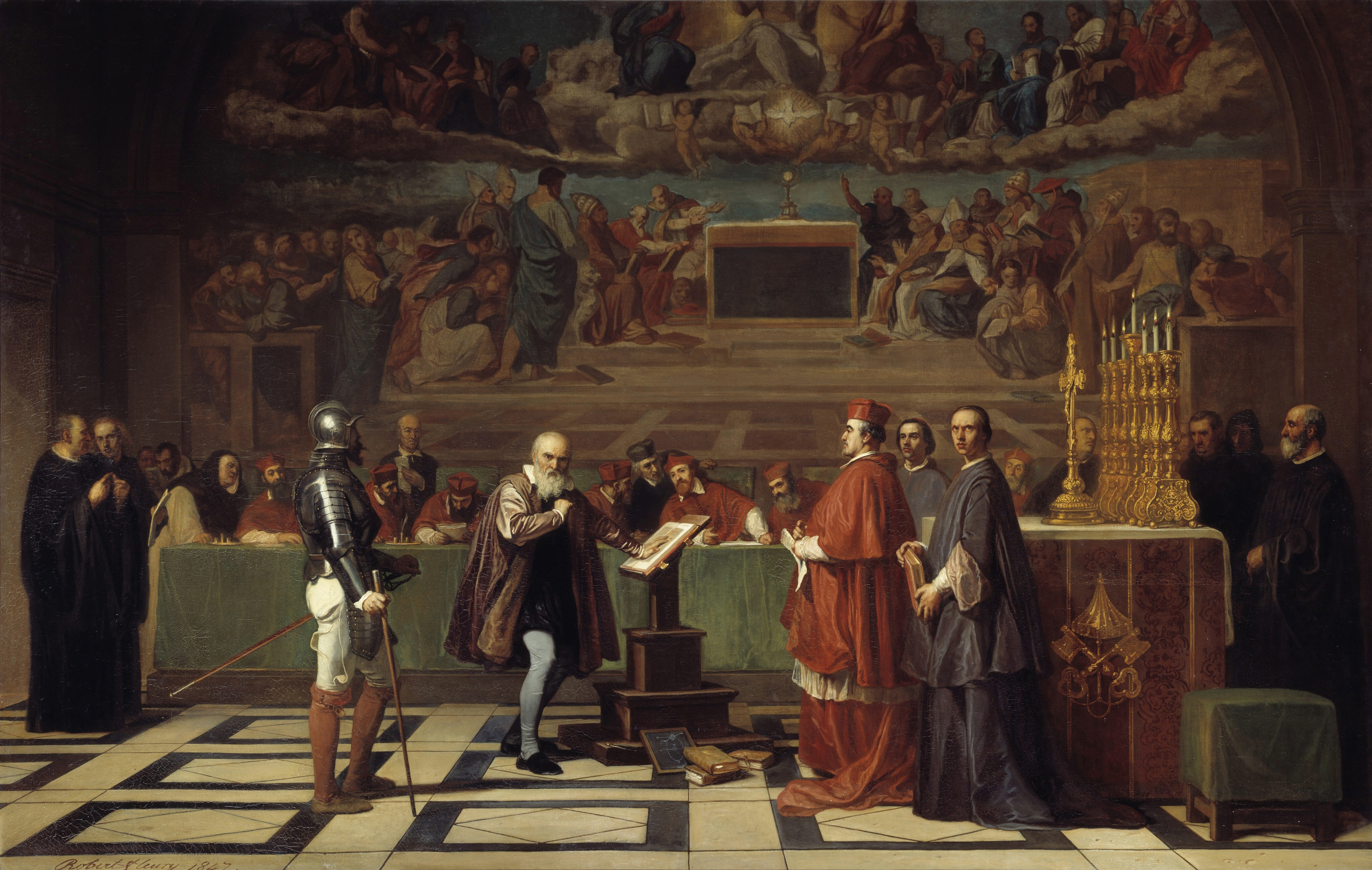
Galileo Galilei condemnat per heretgia l'any 1633. Pintura de Joseph-Nicolas Robert-Fleury (segle XIX)

Una heretgia és una opinió o una doctrina que entra en conflicte amb les creences o el dogma establert.
L'Institut d'Estudis Catalans la defineix com una doctrina que l'Església considera contrària als seus dogmes, especialment quan tendeix a promoure un cisma o separació. També es pot entendre com un error greu contra els principis tinguts per certs en una ciència o en un art. Altrament, de manera més general, és l'opinió oposada a les idees rebudes. Amb tot, s'utilitza especialment en l'àmbit religiós en referència al cristianisme, el judaisme i l'islam.
Es diferencia de l'apostasia, que és la renúncia formal o abandó d'una religió, i la blasfèmia, que és la injúria o irreverència contra Déu o els sants.
L'estudi històric i doctrinal de les heretgies s'anomena heresiologia.

## Etimologia
El mot heretgia prové de la paraula grega hairesis (αιρεσις), que significa cosa escollida o tria. Derivat d'aquest concepte, arribà a significar "partit" o "escola", en referència a la "preferència o obediència per una doctrina o escola filosòfica". Més endavant, al cristianisme primitiu durant l'època romana, passà a significar "secta" o "sectari".

## L'heretgia al catolicisme
Segons el Codi de Dret Canònic, l'heretgia és «la negació pertinaç, després d'haver rebut el baptisme, d'una veritat que ha de creure's amb fe divina i catòlica, o el dubte pertinaç sobre la mateixa».
Per a l'església cristiana, quan una doctrina era herètica calia condemnar-la i perseguir-ne els adeptes. A partir del segle xv, la Inquisició va ser la institució l'encarregada oficialment d'aquest objectiu, tot i que deixava que fos la justícia secular qui executés les penes, per tal de no incomplir la interdicció bíblica de matar. La mala reputació històrica de la institució i els antecedents de persecució violenta (amb tortures i penes de mort) van fer que el Concili del Vaticà II transformés la institució el 1965 en la Congregació de la Doctrina de la Fe.
Avui dia, l'Església catòlica només pot castigar els herètics amb penes expiatòries o censures, entre les quals destaca la prohibició d'exercir l'ofici eclesiàstic. En tot cas, seguint el Codi de Dret Canònic «L'apòstata de la fe, l'heretge o el cismàtic incorren en excomunicació latae sententiae»; és a dir, l'heretgia és motiu d'excomunicació sense necessitat de ser declarada per una autoritat eclesiàstica. Al estats lliberals i democràtics, que accepten la llibertat d'expressió i la resta de drets civils, recullen també la llibertat de culte en els seus textos constitucionals.

#### De l'església primitiva a la Inquisició

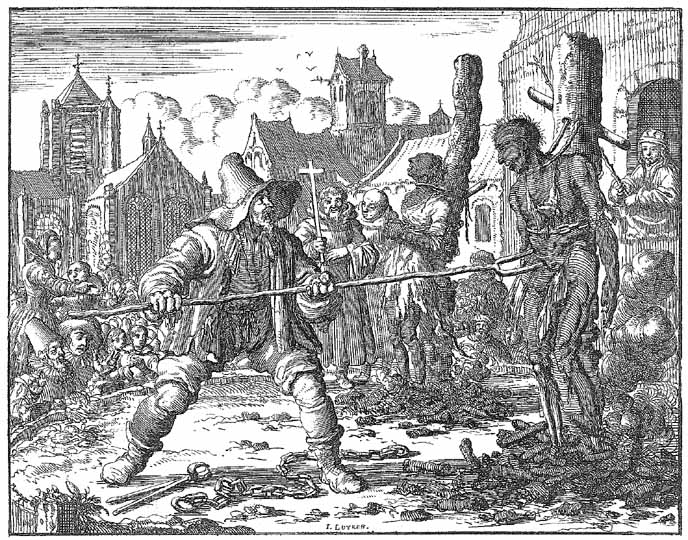
Un botxí executa els anabaptistes David van der Leyen i Levina Ghyselins el 1554, durant la repressió catòlica sota el regne de Carles V

L'església primitiva feia servir la locució d'origen grec «persona divisiva» per designar a algú que promovia la dissensió dintre de la comunitat cristiana. Però va ser al segle II, a l'empara del tractat Contra Haereses escrit pel bisbe  Ireneu de Lió, que la paraula heretgia (haeresis) va estendre's àmpliament. En aquest text, Ireneu la va fer servir per descriure i desacreditar els oponents de la comunitat cristiana, especialment els gnòstics,que promovien una espiritualitat intuïtiva, contraposada al concepte de fe. Altrament, Ireneu també va incloure com a heretgia determinats corrents filosòfics d'origen grec, així com les «intervencions demoníaques». Per contraposició al concepte d'heretgia, Ireneu va definir com a ortodoxes (del grec, creença recta) les doctrines que s'establien dins de la comunitat cristiana.
A cavall dels segles II i III, el teòleg cristià Tertul·lià va ser qui elaborà una nova noció del concepte d'heretgia a partir tres criteris principals: a) el criteri de veritat o regla de la fe (regula fidei), b) la disciplina i c) el seguiment del missatge apostòlic. Així, Tertul·lià oposà el concepte d'heretgia al concepte de «veritat». Per aquest teòleg, l'heretgia és una elecció, mentre que la veritat és quelcom primordial, indiscutible, que es transmet a través de la tradició. Per Tertul·lià, les esglésies herètiques es caracteritzaven per una història accidentada, doctrines disperses i un estil de vida indisciplinat, del tot allunyat del missatge apostòlic.A la seva obra De praescriptione haereticorum mencionava trenta-dos tipus d'heretgiesi acusava els jueus de ser-ne uns dels principals inspiradors, atès que no consideraven Jesús com el Messies.
Al segle IV, a partir del primer concili de Nicea (325 dC), es van definir com a herètiques totes les doctrines divergents de l'ensenyament oficial de l'església i dels dogmes consagrats per una autoritat (bisbes, concilis). La base dels dogmes cristians eren les Sagrades Escriptures i la tradició. Derivat de les deliberacions d'aquest concili, s'hi va establir un tribunal destinat a imposar al teòleg Arri confessió de fe sota pena d'excomunicació. Arri, d'origen libi, havia estat el precursor de l'arrianisme, un corrent cristià que negava la naturalesa divina de Jesucrist.
A la Baixa Edat Mitjana, el concepte d'heretgia adquireix nous significats, atès el nombre creixent de grups i moviments heterodoxos, tant des del punt de vista doctrinal com disciplinar. Al segle XIII, el bisbe anglès Robert Grosseteste va definir heretgia com «una afirmació doctrinal que deriva de l'elecció humana contrària a la Sagrada Escriptura i és sostinguda tenaçment». Aquesta definició genèrica provenia de la idea de les «grans veritats de la fe» proclamades als set primers concilis ecumènics (de Nicea I, el 325, fins a Nicea II, el 787). Amb tot, la idea subjacent va ser definir l'heretgia com una confrontació a l'autoritat; és a dir, Roma. D'aquesta manera, l'autoritat papal esdevingué l'única amb la capacitat d'establir què són, i què no, les veritats de la fe, sense necessitat del consens formal d'un concili.
A partir de 1300 s'obren dos corrents respecte de l'ortodòxia. D'una banda, el corrent conciliarista que, promogut per Marsili de Pàdua, entenia els concilis com l'autèntica institució representativa de la cristiandat i, per tant, com una autoritat superior al papa. L'altre corrent, denominat conciliarisme mitigat, pretenia apuntalar una forta autoritat papal. Fet i fet, en aquest període el concepte d'heretgia passà de ser un «error dogmàtic» a esdevenir qualsevol acte d'insubordinació a l'autoritat eclesiàstica. Aquesta evolució conceptual acabà per equiparar la paraula heretgia a antipapisme o a anticlericalisme i, finalment, a la persecució de l'heretgia amb la institucionalització dels tribunals de la Inquisició.

#### La inquisició a Catalunya
Articles principals: Inquisició medieval, Inquisició espanyola
El primer tribunal de la inquisició pontifícia (o tribunal d'excepció) encarregat de combatre l'heretgia va ser creat pel papa Gregori IX, l'any 1231, a través de la butlla Excomunicamus. Unes dècades després, Tomàs d'Aquino, a la seva obra Summa Teològica, va legitimar l'aplicació de la pena de mort als heretges en cas de reincidència.
Pel que fa a Catalunya, es considera que el primer acte de la Inquisició fou la constitució d'Alfons I de 1194 contra els heretges Valdesos (també coneguts com a Pobres del Lió), que des del sud de França atemptaven contra la unitat religiosa. Pocs anys després, el rei Pere el Catòlic, en una constitució emanada a Girona el 1198, amplià les mesures contra els Valdesos, ordenant-ne l'embargament de béns i l'aplicació de penes econòmiques per aquells qui no hi col·laboressin amb les mesures. Aquesta constitució té una important rellevància històrica perquè posà les bases del que seria la creació d'un tribunal i una jurisdicció especial per processar els heretges.
Va ser, però, en la segona dècada del segle XIII que la Inquisició s'institucionalitzà definitivament a Catalunya. L'artífex va ser Jaume I a través de la constitució publicada el 1225. Aquest text establia la prohibició als heretges d'entrar als seus dominis i obligava que fossin detingudament examinats. Sobre aquest examen, els bisbes havien de pronunciar-se amb una sentència canònica, però era la justícia secular que havia de donar-hi compliment en aplicació de la legislació vigent. Comptat i debatut, la Inquisició anava prenent forma.

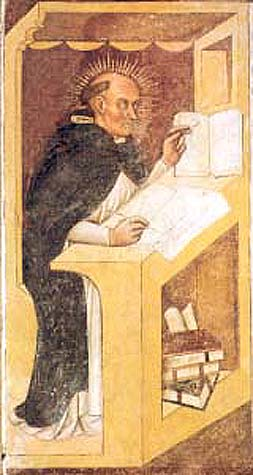
Raimon de Penyafort, religiós Dominic i Mestre de l'Ordre dels Predicadors (1238-1240)

A mitjan segle XIII, la Inquisició ja estava organitzada a Catalunya. De fet, el seu funcionament no era gaire diferent de les institucions que s'havien establert a altres països europeus. Amb tot, s'atribueix a la butlla Declinante iam mundi vespere ad occasum del papa Gregori IX, publicada el 1232 i dirigida a l'arquebisbe de Tarragona, la institució formal d'un Tribunal de la fe a Catalunya. En aquesta butlla s'ordenava a l'arquebisbe a procedir contra els heretges i els seus encobridors, practicant-los una indagació (inquisitio). Per recomanació de Raimon de Penyafort, la butlla pontifícia va tenir un conjunt de complements importants, en els quals s'establí que: 
- Cap persona laica podia discutir la fe catòlica, pública o privadament.
- Cap persona laica podia posseir llibre de la Bíblia en llengua vulgar.
- No es podien atorgar càrrecs públics a persones sospitoses d'heretgia.
- S'havien de destruir les cases que allotjaren heretges.
- Aquells que protegiren els heretges perdrien els seus béns i rebrien un càstig corporal.

A Catalunya, la Inquisició actuava causa fidei (per causa de la fe). Primer va ser contra els Valdesos, al segle XII, i posteriorment contra els Càtars, al segle XIII. En aquest darrer segle, les actuacions inquisitorials també es van estendre contra els jueus. Durant el segle XIV, s'actuà contra l'Ordre dels Templers. Al capdavall, amb el pas del temps, les actuacions dels tribunals de la Inquisició van anar estenent-se a molts àmbits de la vida social, no només religiosa. En aquest sentit, cal remarcar que determinades doctrines científiques, com ara les del metge Arnau de Vilanova, també van ser sotmeses a la intervenció de la Inquisició. De la mateixa manera, també van ser-ho algunes opinions de Ramon Llull i dels seguidors del seu moviment, conegut com a Lul·lisme. A finals del segle XIV, la Inquisició actuà també contra la fetilleria, la bruixeria i tota la seva gamma de variants: astrologia, sortilegis, maleficis, adoracions demoníaques, ocultisme i alquímia, entre d'altres.
Al segle XV la Inquisició a Catalunya entrà en una mena de letargia, en la qual els processos es dirigeixen, gairebé exclusivament, contra practicants de la nigromància i la bruixeria. Aquesta certa passivitat de la Inquisició catalana es veuria alterada amb l'aparició de la inquisició castellana quan, el 1478, els Reis Catòlics van fundar el Tribunal del Sant Ofici.

## L'heretgia a l'Islam

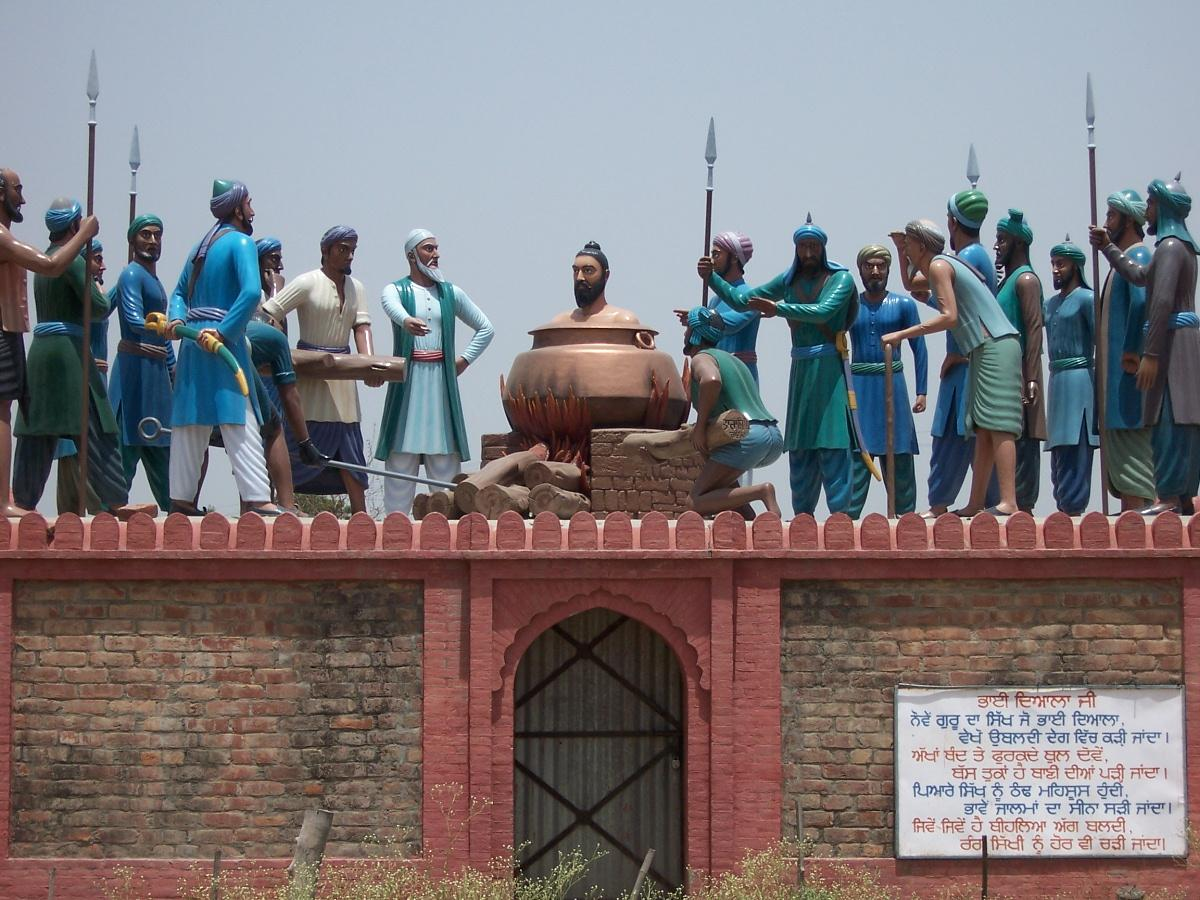
Mehdiana - Bhai Dayala sent bullint viu

A l'Islam, els conceptes d'ortodòxia, heterodòxia i heretgia només tenen una aplicació parcial. Tanmateix, el sunnisme, la principal branca de l'Islam, que pretén ser-ne la visió "correcta", sí que condemna les doctrines infidels (kufr), desviades (zandaqa) o innovadores (bid'ah). A l'edat mitjana, els musulmans anomenaven zindiqs a tots aquells que s'oposaven a l'Islam.
El concepte més semblant a heretgia en àrab és bidâa, traduïble com "innovació". Un hadiz (una dita que representa els fets del profeta) adverteix els musulmans contra tota forma d'innovació. Amb tot, encara que el concepte de bidâa difereix segons les escoles de l'Islam, generalment s'utilitza per referir-se a qualsevol idea que no existia en l'època del profeta Mahoma.  Va ser a l'època medieval que els musulmans començaren a nomenar zindiq als heretges que s'oposaven a l'Islam, acusació que es castigava amb la mort
Un altre terme similar a heretgia és mulhid, traduïble com apòstata o ateu, referit a tots aquells que practiquen la ilhad ("desviació"). No obstant això, el terme més habitual per denominar els heretges és zindiq. Aquesta paraula s'utilitzà originàriament per referir-se als seguidors de la religió maniqueista, un corrent persa de caràcter dualista i gnòstic derivat parcialment del zoroastrisme. Amb el temps, el terme zindiq s'emprà de manera general per englobar tot un conjunt de categories, des del maniqueisme fins a l'ateisme. En l'idioma àrab modern la paraula zindiq s'aplica de manera àmplia per definir els securalistes (aquells que defensen una societat aconfessional), mentre que mulhid s'empra per als qui neguen la religió i la revelació. Històricament, les dues principals escoles islàmiques  —la sunnita i la xiïta— es van considerar herètiques una a l'altra, atès que interpretaven de manera diferent la doctrina de Mahoma. Un bon exemple és el zoroastrisme, que es considerava herètic pels sunnites, però era tolerat entre els xiïtes.
El fonamentalisme religiós de molts països de tradició musulmana ha permès l'accés al poder governamental de grups o faccions religioses durant el segle xx. En aquests casos, les condemnes per heretgia encara segueixen vigents. Un dels casos de major repercussió va ser la declaració d'"escrit herètic" al llibre "Els Verses Satànics" de l'autor britànic Salman Rushdie. El 1989, una fàtua (declaració de dret islàmic) emesa per Ruhol·lah Khomeini (líder suprem religiós de l'Iran) va declarar-los herètics. Rushdie va rebre amenaces de mort i, l'any 2022, va patir un atemptat que li provocà greus seqüeles físiques.

## L'heretgia al Judaisme
La literatura talmúdica no té un terme similar a heretgia per designar les heterodòxies, tal com s'entenen al món cristià. De fet, pel judaisme no existeix l'heretgia en sentit estricte per referir-se a les desviacions dels principis i normes rabíniques. Tanmateix, després de la destrucció del temple de Jerusalem pels romans (any 70 dC), el moviment fariseu s'imposà com a corrent majoritari i esdevingué la base fundacional del judaisme rabínic. Va ser a partir de llavors, que als oponents del corrent principal del judaisme se'ls anomenà min, terme que alguns autors han traduït com a heretge. D'aquesta manera, al judaisme, es pot definir heretgia com el conjunt de creences que contradiuen les doctrines tradicionals de judaisme rabínic i la pràctica del halacà, la llei rabínica.

## Annex: Heretgies cristianes primitives
- gnosticisme
  - els antitactes
  - els barbelites
  - adamisme
  - els ofites
  - els caïnites
  - les agapetes
  - el valentinianisme
- maniqueisme
  - paulacianisme
- priscil·lianisme
- montanisme
- novacianisme
- sabel·lianisme
- arianisme
  - acacianisme
- pelagianisme
- agnosticisme

- nestorianisme
- monofisisme o eutiquianisme
- monotelisme
- adopcionisme
- unitarisme
- donatisme
- luciferianisme
- audianisme
- marcionisme

## Heretgies medievals
- baanisme
- iconoclastes
- el bogomilisme
- els valdesos
- el catarisme
- joaquimites
- els hussites
- el dolcinianisme
- els fraticelli

## Segles XVI-XVIII
- el protestantisme
- antinomisme
- l'anabaptisme
- jansenisme
- Alumbrados
- il·luminisme
- quietisme i molinisme

## Heretges i heretgies moderns
- Teologia de l'alliberament
- Hans Küng, pel seu refús de la Infal·libilitat pontifical